# Івановка (Павловський район)
Івановка (рос. Ивановка) — присілок в Павловському районі Ульяновської області Російської Федерації.
Населення становить 93 особи. Входить до складу муніципального утворення Холстовське сільське поселення.

## Історія
Від 2004 року входить до складу муніципального утворення Холстовське сільське поселення.

## Населення
| 2010 |
| ---- |
| 93   |